# Netflix
A Netflix, Inc. amerikai médiaszolgáltató és produkciós vállalat, amely a kaliforniai Los Gatosban működik, és amelyet Reed Hastings és Marc Randolph alapított 1997-ben. A cég elsődleges tevékenysége médiatartalmak előfizetéses alapon való szolgáltatása (javarészt online streaming útján), emellett saját gyártású médiatartalmakat is készítenek. 2020 novemberében világszerte körülbelül 195 millió előfizetővel rendelkeztek, ebből 73 millió fő volt az Egyesült Államokból és Kanadából. A Netflix világszerte elérhető, kivéve Kínában (helyi tiltások miatt), Oroszországban (az Ukrajna elleni háború miatt), Szíriában, Észak-Koreában és a Krím-félszigeten. Számos országban van helyi képviseletük. A tartalmak egy része lokalizált (feliratos és szinkronos változatban is megtekinthető). 2019. október 4-én megjelent az oldal magyar változata.
A Netflix eredetileg DVD-kölcsönző és árusító vállalkozás volt, amely futárcégeken keresztül szállította lemezeit, ám az árusítást nem sokkal később abbahagyták. 2010-ben törtek be a nemzetközi piacra streamingszolgáltatásukkal, amikor megjelentek Kanadában, majd Latin-Amerikában és a Karib-térségben. 2012-ben a Lilyhammer című sorozat jelentette a saját sorozatok, filmek készítésének kezdetét. Azóta számtalan „Saját gyártású Netflix tartalom” készült.

Területek, ahol a Netflix elérhető
Elérhető
Nem elérhető

## Története
A céget 1997. augusztus 29-én alapította a kaliforniai Scotts Valley-ben Marc Randolph és Reed Hastings. Randolph Hastings cégénél, a Pure Atriánál dolgozott mint marketingmenedzser, egyben alapítója volt a MicroWarehouse nevű cégnek (ami egy online postai szolgáltató volt), és a Borland Internationalnél is dolgozott mint marketingigazgató-helyettes. Hastings, aki számítógépes kutató és matematikus volt, eladta 700 millió dollárért a Pure Atriát, és mivel az értékesítés a Szilícium-völgy történetében az addigi legnagyobb összegen történt, ezért kormányzói hozzájárulásra volt szükség. Míg a hozzájárulásra vártak, Randolph és Hastings különféle dolgokról való beszélgetés közben találta ki a cég alapötletét.
Hastings 2,5 millió dollárt fektetett be a Netflix alapításába. Randolph az akkoriban szintén feltörekvő Amazon mintájára úgy gondolta, hogy a postai úton terjesztésbe és az online rendelésbe érdemes befektetni, azonban elvetették a VHS kazetták használatát, mert az túl költséges és túl érzékeny volt. 1997 márciusában mutatták be a DVD-t mint forradalmian új technológiát, Hastingsék pedig gondoltak egy merészet, és postai úton rendeltek saját maguknak papírtokos lemezeket, hogy kipróbálják, hogyan működne ez. Mivel a DVD-k sérülésmentesen megérkeztek, így úgy határoztak, hogy a vállalkozásuk postai úton történő, de végső soron online videotéka lesz.
Egy városi legenda szerint az alapítók azután határozták el a cégük ilyen irányú működését, hogy Hastingsnek késedelmi pótlékot kellett fizetnie egy videotékában, mert késve vitte vissza az Apolló 13 című filmet. Utóbb azonban bebizonyosodott, hogy ez nem egy valós történet, csak azért találták ki, hogy modellezzék a cégük működésének logikáját.
1998. április 14-én elindult a Netflix, a világ első online DVD-tékája, mindössze 30 alkalmazottal és alig 1000 filmmel. 1999 szeptemberében bevezették a havidíjas rendszert és ezzel egyidejűleg kivezették a hagyományos kölcsönzési modellt. Ez forradalmi volt, ugyanis innentől kezdve nem volt késedelmi díj, nem volt visszaküldési határidő, egy fix havidíjért gyakorlatilag korlátlan mennyiségben rendelhetett az ember filmeket, és a megnézett lemezeket postai úton vitték el, nem kellett bemenni velük egy videotékába. Ez kezdetben nem ment egyszerűen, és 2000-ben a rivális Blockbuster cég ajánlatot tett arra, hogy felvásárolja őket, ami azért lett volna előnyös, mert így függetlenedtek volna az amerikai postától, amely a költségeik jelentős részét tette ki. Végül mégsem jött létre az üzlet.
2001-ben a cég elkezdett növekedni, ám a dotkomlufi kipukkadása és a szeptember 11-i terrortámadások nem tettek jót az üzletágnak. Ugyanazon év karácsonyán aztán a DVD-lejátszók végre megfizethető olcsóságúak lettek, és számos háztartásba bekerültek karácsonyi ajándékként, amely 2002-ben a kölcsönzőcég gyors felfutásának ágyazott meg. Ennek köszönhetően 2002-től a céget bevezették a tőzsdére. 2004-ben Randolph kihátrált a cég mögül, ugyanebben az évben beperelték a Netflixet, mert valótlanul állították hirdetéseikben, hogy korlátlan kölcsönzést biztosítanak egynapos szállítási határidővel.
A 2000-es évek közepére fejlődött annyit a technika, hogy a gyors sávszélességű internet megfizethetővé vált a széles tömegek számára is, a Netflix pedig ki akarta ezt használni. Az eredeti ötlet a „Netflix Box” volt, azaz egy vezérlőprogram, ami éjszaka letöltötte volna a filmet, amit másnap már lehetett nézni. Azonban épp ekkoriban jelent meg a piacon a YouTube, és a tulajdonosok azt látták, hogy működőképes lehet egy streamingalapon működő technológia még úgy is, hogy nincsenek rajta nagy felbontású tartalmak.
A Netflix gyors növekedésének a kezdetektől fogva fontos stratégiai alapja volt az, hogy maximálisan törekedtek arra, hogy felhasználóik részére egyre tökéletesebb, személyre szabott profilt alakítsanak ki. Ennek érdekében 2006-ban egy közel 3 éves, nyílt, algoritmusfejlesztő csapatversenyt hirdettek meg. Az egymillió dolláros fődíjat az a csapat nyerhette el, amelyik több mint 10 százalékkal meg tudta javítani a saját, amúgy is kitűnő, Netflix Cinematch algoritmusuk teljesítményét. A magyar Gravity R&D Ensemble csapata és a BellKor csapat azonos eredményt elérve végeztek az élen, de mivel a magyar csapatot 20 perccel megelőzte a BellKor a pályázati anyag leadásakor, ezért csak másodikak lettek.
A filmajánló rendszer sokat segített abban, hogy egyes kevésbé ismert filmek vagy független filmesek produktumai is eljussanak a nagyközönséghez. A Netflix egy rövid életű divíziója, a „Red Envelope Entertainment” segítségével terjesztette ezeket a filmeket, többek között olyanokat, mint a „Bordélyba születve” vagy a „SherryBaby”.
2007-ben az évben az egymilliárdodik DVD-t is kikölcsönözték a cégtől.
2010-re olyan népszerű lett a Netflix streamingszolgáltatása, hogy az már a DVD-kölcsönzést is leelőzte, ezért a két szolgáltatást elkülönítették egymástól. Így aki mindkettőt szerette volna megtartani, annak emelt árat kellett fizetnie. Ez átmeneti visszaeséssel járt, de a cég visszaerősödött, köszönhetően annak is, hogy megjelent a nemzetközi piacon. 2014-ben lecserélték a netes kezelőfelületet és a logót is. 2015-től a filmekhez kapcsolódó audiokommentár bekapcsolási lehetősége is megjelent, illetve a kibővített feliratozás, a látássérültek és a hallássérültek segítése érdekében. 2016-ra a Netflix gyakorlatilag a világ összes országában elérhetővé vált, bizonyos kivételekkel, melyek közül – jogi okok miatt – talán a legnagyobb Kína. Ebben az évben vezették be azt is, hogy a filmeket le lehessen tölteni és később visszanézni, ha esetleg a felhasználó nem lenne netközelben.
2019-ben a Netflix elvégezte a Magyarországra való terjeszkedés egyik kulcsfontosságú részletét; 2019. október 4-től már magyar nyelven is elérhető a Netflix. A magyar felhasználók a profilbeállítások között tudják megváltoztatni a felület nyelvét. A frissítés egyetlen hátránya, hogy a nyelv módosítása után csak a kiválasztott nyelven elérhető (tehát magyar szinkronos vagy feliratos) tartalmakat ajánl fel nekünk.

## Nemzetközi terjeszkedés
2010. szeptember 22-én indult el hivatalosan a szolgáltatás Kanadában, 8 dolláros havidíjért. Az olcsó ár ellenére kezdetben nem volt sikeres a szolgáltatás, mégpedig azért, mert a filmforgalmazásra vonatkozó eltérő szabályozások miatt a kínálat csak a töredéke volt az amerikainak – cserébe voltak rajta olyan tartalmak, amelyeket Kanadában lehetett nézni, de az Egyesült Államokban nem.
2011. július 5-én elindult a Netflix Latin-Amerikában is, amely hatalmas ugrás volt egy több százmillió lakossal rendelkező régióban, ahol a széles sávú internet még nem volt annyira elterjedt. A merész lépésnek köszönhetően 43 országban vált elérhetővé a szolgáltatás, angol, spanyol és portugál nyelveken. Azonban éppen a technikai hiányosságok és a versenytársak hiánya miatt a terjeszkedés közel sem volt olyan sikeres, mint ahogy várták.
Ráadásul épp ezután a terjeszkedés után volt a nagy változás a cég életében, amikor is a streaming és a DVD-üzletágat kettéválasztották, és amely olyan népszerűtlen volt, hogy rengetegen elpártoltak a Netflixtől. A cég szinte összes nyeresége, amit a terjeszkedéssel értek el, semmivé vált. Ez a fiaskó volt az egyik fordulópont, amikor úgy gondolták, hogy saját gyártású tartalmakkal lehetne visszacsalogatni a nézőket. Az első ilyen a „Kártyavár” című sorozat volt, illetve „Az ítélet: család” újraindítása.
Európában először az Egyesült Királyságban és Írországban jelent meg 2012-ben, majd az év végén Skandináviában is. 2013-ban Hollandiában, majd 2014-ben Ausztriában, Belgiumban, Franciaországban, Németországban, Luxemburgban és Svájcban. Franciaországban a kulturális sajátosságok miatt némi ellenszenv fogadta az oldal érkezését, ezért elkészítették a „Marseille” című sorozatot, mely a „Kártyavár” speciális, francia viszonyokra alkalmazott változata és az első tengerentúli Netflix sorozat. Ugyanebben az évben megjelentek Indiában is, azután 2015-ben Ausztráliában, Új-Zélandon és Japánban.
2016-ban bejelentették, hogy a Netflix gyakorlatilag a világ összes országában elérhető.

## Tartalmak

### Saját gyártású Netflix tartalmak

A Netflix logó

Minden olyan tartalmat hívunk így, melynek elkészítésében a Netflix producerként, társproducerként vagy támogatóként részt vett.
2013 februárjában a Kártyavár (House of Cards) című sorozattal indították el saját projektjeik sorát, majd ugyanebben az évben különböző animációs és gyermekműsorokkal folytatták. Júliusban debütált az Orange is the New Black, mely máig az egyik legsikeresebb, és még mindig futó saját gyártású Netflix tartalom.
Ugyanebben az évben indult az egyik legnagyobb sikerű, és leghosszabb projektjük is, melyben a Marvel Television-nel kötött szerződésük értelmében elkezdhették több képregény feldolgozását is. 2013 és 2017 között elkészült két 13 részes évad a Daredevilből, egy-egy 13 részes évad a Luke Cage-ből, a Jessica Jones-ból és a Vasökölből, majd az előbbi történeteket összekötő The Defenders-ből. Legközelebbi együttműködésük a Marvellel a A Megtorló című sorozat volt, mely 2017 novemberében jelent meg.
További nemzetközi sikernek örvendő sorozatai: Stranger Things, Sense8, Marco Polo, A vérvonal árnyai, 13 okom volt, A balszerencse áradása.
A Netflix majd 200 ezer nézőjét, és részvényei értékének 44 százalékát vesztette el 2022 első negyedévének végére. A 221 milliós előfizetői bázisát vészesen megközelítette a Disney portfólió (Disney, Disney+, Hulu és ESPN+) 205 millió előfizetőjével. Olyan prognózisok láttak napvilágot, hogy a következő negyedévben újabb kétmillióan mondhatják le Netflix előfizetésüket. Ezek a sokkoló hírek arra késztették a Netflix menedzsmentjét, hogy kínált tartalomstrukturájukat megváltoztassák. Új jelmondatot alkottak: „Nagyobbat, kevesebbet és jobbat!”.
Az új korszakot a költségcsökkentés és a fegyelem kell, hogy jellemezze, hangoztatta Scott Stuber, a Netflix játékfilmes részlegének igazgatója. Állítása szerint eltűnik az a tendencia, hogy bármit megtesznek a tehetségek bevonzása érdekében, hogy aztán szabad kezet adjanak nekik. Elmondása szerint olyan új tendenciákra lehet számítani, hogy ahelyett, hogy két filmet készítenének 10 millió dollárért, csak egyet készítenek majd, de azt igényesebben, 20 millió dollárért.
Időközben kialakult egy kissé pejoratív kifejezés, a „tipikus Netflix mozi”, amit azokra a Netflix által készített filmekre használnak, amikben klisés, visszatérő dramaturgiájú cselekmények vannak, mesterkélt színjátszással.

### Videójátékok
A Netflix 2021-ben saját videójátékok fejlesztésébe kezdett. A vállalat 2021 júliusában a korábban az Oculusnál és az Electronic Artsnál is vezető beosztásban dolgozó Mike Verdut jelölte ki az ágazat vezetésére. A cég 2021 szeptemberében felvásárolta a Night School Studio független videójátékfejlesztő vállalatot.

## Díjak
2013. július 18-án a Netlfix elnyerte a legelső jelölését a 65. Primetime Emmy Awards-on saját gyártású, csak interneten elérhető televíziós műsoraikért. A három sorozat, Az ítélet: család, Hemlock Grove és a Kártyavár, összesen 14 jelölést tudhatott magáénak (ebből kilencet a Kártyavár kapott, hármat Az ítélet: család, kettőt pedig a Hemlock Grove). Az „1. fejezet” című Kártyavár-epizód négy jelölést kapott a 65. Primetime Emmy-díj-on, ezzel az első webes sorozat lett, ami az egyik fő kategóriában kapott jelölést a díjátadón: David Fincher-t a „Legjobb rendezés – drámasorozat” kategóriában jelölték. A Kártyavár legelső epizódja mellett az Az ítélet: család „Flight of the Phoenix” című része, illetve a Hemlock Grove „Children of the Nigth” című része is elnyert egy-egy jelölést a Primetime kreatív művészeti Emmy-díjon. Fincher győzelmével a Legjobb rendezés – drámasorozat kategóriában a Kártyavár „1. fejezet” epizódja lett a legelső webes sorozat epizód, melyet Emmy-díjjal jutalmaztak.
2013. december 12-én hat Golden Globe-jelölést kapott a szolgáltató, ebből négyet a Kártyavár. Többek között Robin Wright-ot jelölték Claire Underwood megformálásáért a Legjobb színésznő televíziós drámasorozatban kategóriában, melyet a január 12-én tartott díjátadón meg is nyert. Ezzel a győzelemmel Wright lett az első színésznő, aki csak online elérhető sorozatban nyújtott alakításért kapott Golden Globe-díjat. Ez volt a Netflix első színészeknek járó elismerése is. 2013-ban a Kártyavár és az Orange is the New Black Peabody-díjat is nyertek.
2014. július 10-én 31 Emmy-jelölést kapott a Netflix. A Kártyavár két főszereplője, Kevin Spacey és Robin Wright a Legjobb főszereplő drámasorozatban kategóriában kapott egy-egy jelölést. Az Orange is the New Black a vígjáték kategóriákban kapott jelöléseket.
2016-ban összesen 16 Emmy-jelölést kaptak, lehagyva ezzel a többi streamingszolgáltatót. A jelöltek között volt a Kártyavár, A Very Murray Christmas, A megtörhetetlen Kimmy Schmidt, Master of None – Majdnem elég jó és A vérvonal árnyai.
A Stranger Things 2017-ben 18 jelölést kapott, A Korona pedig 13-at.
2017 áprilisában A Netflixet jelölték a Broadcaster of the Year díjra az Egyesült Királyságban a Diversity in Media Awards-on.

## Sorozatdarálás, binge-watching
A sorozatdarálás, binge-watching, egy új keletű jelenség, melynek kialakulása szorosan kapcsolódik a Netflixhez. Ez tulajdonképpen nem más, mint egy olyan sorozatfüggőség, mely során a néző egy sorozat epizódjait egymás után szinte, szünet nélkül tekinti meg, miközben alig vagy egyáltalán nem alszik. A binge-watch angol szóösszetételt 2015-ben a Collins English Dictionary az év szavának választotta.
A sorozatfüggőséget az egyes sorozatrészek végén alkalmazott cliffhangerrel alakítják ki. A cliffhangerrel az adott epizód végén, a legizgalmasabb résznél, szakítják félbe a film cselekményét. A kialakult drámai feszültség levezetését az szolgálhatja, ha a néző, szünet nélkül, a következő résszel folytatja a sorozat nézését. Az attitűd kialakulását erősíti az is, hogy a streamingtechnikának köszönhetően bármikor be lehet fejezni, fel lehet függeszteni, a filmnézést, a film, újbóli elindítását követően, automatikusan attól a ponttól folytatódik, ahol abbahagytuk.
A Toledói Egyetem 2015-ös kutatásában 408 18 éven felüli észak-amerikai fiatalt kértek fel, hogy töltsön ki egy kérdőívet, melyben a sorozat nézési szokásaikról kérdezték őket. A megkérdezettek 35%-a vallotta magát „binge-watcher-nek”, 77%-uk pedig arról számolt be, hogy az elmúlt hetük során egy átlagos napon két vagy annál több órát töltöttek szünet nélküli sorozatnézéssel.
2022 szeptemberében filmipari elemzők már tudni vélték, hogy Reed Hasting, a Netflix elnök-vezérigazgatója is, eredeti koncepcióját feladva, a negatív jövedelmezőségi trendek hatására, és a befektetői profitáblis elvárásoknak engedve, régi-új tartalomszolgáltatási modellre vált a sorozatok sugárzását illetően. Ennek, a konkurenciájuknál – Disney+, Apple TV+, Amazon Prime, HBO Max – már ekkorra meghonosodott gyakorlatnak, az a lényege, hogy a bemutatáshoz kapcsolódó felhajtás, hype, fenntartása, elhúzása érdekében, visszatérve a „régi szép időkhöz”, nem egyszerre mutatják be az új sorozatok epizódjait, hanem újra a klasszikus módon, heti adagolásban, egymást követően.
Ez a gyakorlat megszünteti a sorozatdarálás lehetőségét, legalábbis az új sorozatok bemutatása során.

## Megtévesztő működés
A Netfilxet az egyik legsikeresebb fő streamingszolgáltatóként tartja számon a világ, a sikerek mögött azonban tudatos manipuláció és a különféle algoritmusokkal való befolyásolás áll. Ahogy a fentebbi binge-watching is tudatos stratégia része volt, úgy váltak a különféle sorozatok és filmek – melyekből egyre többet maga a Netflix szponzorált – a pillanatnyi nézői igényekhez igazítható médiatermékekké, melyek gyakran nélkülözték a minőséget. A virtuális térben lekövethetővé váltak a nézői szokások, így a Netflix is azokhoz igazodva gyártotta nagyüzemben a különféle, sokszor megkérdőjelezhető színvonalú filmjeit vagy sorozatait, miután az „algoritmus”, vagyis a nézői szokások váltak prioritássá. Ez a fajta filmgyártás idővel többek ellenszenvét kiváltotta, mondván tucattermékekké degradálódó, feltűnés nélküli produkciók tömege készül így, amit a rengeteg tartalom miatt nem biztos, hogy észrevesznek a felhasználók. Miközben korábban úgy tűnt, hogy a Netflixnek fontosak a független filmek és segít a térnyerésükben, idővel bebizonyosodott, hogy inkább az előfizetők kiszolgálása a cél, kevéssé a mondanivalóval is rendelkező filmek bemutatása, noha kritikai sikereket elkönyvelő filmjeik is voltak, mint A kutya karmai közt, amikkel viszont a kritika szerint csak legitimálni akarja azt a nézetet, miszerint a cég értéket (is) közvetít.
A másik vitatott körülmény a tartalmak nézettségére vonatkozott, mikor számos film vagy sorozat nézettségét a Netflix akár egyik napról a másikra milliós szintű megtekintésekkel prezentálta. A valóságban azonban a „megtekintés” nem azt jelenti, hogy valaki ténylegesen végig is néz egy műsort, hanem azt, hogy elindítja a platformon és az legalább két percig fut rajta; ha valaki mondjuk negyed óra után megun egy műsort és kikapcsolja, az ugyanúgy „megnézésnek” számít, mintha végig nézte volna, ezekkel hozta azokat a megtévesztő nézőszámokat, melyek szerint egy tartalmat sokan „láttak”. A Netflix ilyen működése érzékletesen világít rá arra, hogy a streaming keretein belül teljesen megváltozott a médiafogyasztás, és nem a sikerek, hanem a pillanatnyi igények uralása és kiszolgálása válik elsődleges céllá.